# Christine Wieynk
Christine Wieynk (* 24. Juli 1942 in Aue) ist eine ehemalige deutsche Politikerin der CDU der DDR. Sie war von 1963 bis 1990 Mitglied der Volkskammer und gehörte zeitweise dem Zentralrat der FDJ an. Am 13. November 1989 bewarb sie sich erfolglos als Kandidatin für die Neuwahl zum Präsidenten der Volkskammer.

## Leben
Christine Wieynk wurde am 24. Juli 1942 in Aue als Tochter eines Kaufmanns geboren. Sie legte an der Dresdner Kreuzschule ihr Abitur ab, an der sie 1956 in die FDJ eintrat und von 1957 bis 1961 als FDJ-Funktionär tätig war. Nach dem Schulabschluss wurde sie bei der Redaktion der CDU-Zeitung „Die Union“ in Dresden eingestellt, für die sie auch von 1961 bis 1965 an einem Redakteurslehrgang des Verbandes der Journalisten teilnahm. Mit ihrer Tätigkeit verband sich auch der Eintritt in die CDU.
Im Alter von 24 Jahren gehörte sie dem Bezirkstag Dresden als jüngste Abgeordnete an, damals noch unter dem Namen Christine Wedegärtner. Für die FDJ blieb Wieynk weiterhin tätig und wurde 1963 Mitglied der FDJ-Bezirksleitung Dresden. Sie wurde 1967 als Kandidatin der FDJ für die Volkskammerwahl im Bezirk Dresden aufgestellt. Sie war damit eine der ganz wenigen Abgeordneten, die als Angehörige einer Fraktion einer Massenorganisation Mitglied einer Blockpartei war.
Ralf Wieynk, ein Ingenieur in den Regler- und Gerätewerken „Carl von Ossietzki“ in Teltow, ihr späterer Ehemann, war in dieser Zeit Mitglied des Büros des Zentralrats der FDJ.
In der Volkskammer saß Christine Wieynk zunächst im Ausschuss für Eingaben der Bürger. Im Anschluss an ihren Redakteurslehrgang absolvierte Wieynk von 1965 bis 1970 ein Fernstudium an der Berliner Humboldt-Universität, welches sie als Diplomphilosophin abschloss. Bis 1974 blieb sie Mitglied der FDJ-Bezirksleitung Dresden, bis 1975 Redakteurin bei der Zeitung Die Union. 1975 zog es Wieynk nach Ost-Berlin und sie war von 1975 bis 1979 Mitarbeiterin und Mitglied des Redaktionskollegiums des CDU-Zentralorgans Neue Zeit unter Chefredakteur Johannes Zillig. 1974 war sie bereits in der FDJ von der Bezirks- auf die DDR-Ebene als Mitglied des Büros des Zentralrates der FDJ gewechselt, welches sie noch bis 1981 als CDU-Vertreterin blieb. Im Juni 1976 wurde Christine Wieynk, damals Wedegärtner, in das oberste Leitungsgremium des Jugendverbandes, dem Zentralrat der FDJ, gewählt worden.
1976 kandidierte Wieynk erstmals nach drei Wahlperioden als Abgeordnete der CDU für die Volkskammer. 1979 beendete Wieynk ihre Tätigkeit als Redakteurin und wurde als Sekretärin und Präsidiumsmitglied des Friedensrates der DDR tätig, bis sie 1982 in den Hauptvorstand der CDU wechselte, danach (1987) war sie nur noch Sekretärin des Friedensrates der DDR. Bis 1976 wirkte sie als Volkskammerabgeordnete im Ausschuss für Eingaben der Bürger, der vom Mitglied der Volkskammer und CDU-Präsidiumsmitglied Hermann Kalb geleitet wurde. Wieynk war von 1976 bis 1986 Mitglied im Jugendausschuss und danach Mitglied des Verfassungs- und Rechtsausschusses.
Im Zuge der Wende und friedlichen Revolution wurde Wieynk von ihrer Partei als Kandidatin für die Wahl eines neuen Volkskammerpräsidenten aufgestellt. Sie schied jedoch schon nach dem ersten Wahlgang mit 62 Stimmen aus. Bis zu den ersten freien Volkskammerwahlen am 18. März 1990 blieb sie noch Abgeordnete, kandidierte jedoch nicht erneut.

## Ehrungen
- 1973 Artur-Becker-Medaille in Gold
- 1979 Vaterländischer Verdienstorden in Bronze[5]
- 1984 Vaterländischer Verdienstorden in Silber[6]
- … Verdienstmedaille der DDR[7]
- … Medaille für ausgezeichnete Leistungen
- … Otto-Nuschke-Ehrenzeichen in Silber und Bronze
- … Ehrennadel der Nationalen Front in Silber
- … Deutsche Friedensmedaille